# کارکس ارکتا
کارکس ارکتا (نام علمی: Carex arcta) نام یک گونه از سرده جگن است.